# Sankt Peter-Ording
Sankt Peter-Ording és una ciutat del districte de Nordfriesland, dins l'Amt Eiderstedt, a l'estat alemany de Slesvig-Holstein. Està situada a la zona més occidental de la península d'Eiderstedt, a 45 kilòmetres d'Husum.
El municipi de Sankt Peter-Ording té quatre districtes : Böhl, Bad, Dorf (sud) i Ording. Al directori oficial de zones residencials de Schleswig-Holstein de 1987, Wittendün també apareix com a districte i Brösum com a poble. Aquest és un poble situat al sud de la badia de Tümlauer.